# Іван Васенко
Іван Васе́нко (нар. ?, Кам'янка Струмилова — пом. 30 листопада 1872, Убині) — український будівничий, тесляр.
Народився в селі Кам'янці-Струміловій (тепер місто Кам'янка-Бузька Львівської області, Україна). Працював в середині XIX століття на Львівщині. Був представником галицької школи народного зодчества. Автор низки дерев'яних споруд, серед них:
- Церква Введення Пресвятої Богородиці (1860, Старий Яричів);
- Церква святого Дмитра (1863, Кудирявці);
- Церква святого Архангела Михайла (1866, Кізлів);
- Церква святого Дмитра (1867, Яблунівка);
- Покровська церква і дзвіниця (1868, ремонт і реставрація, Ріпнів);
- Церква Кузьми і Дем'яна (1872, Убині).

Помер 18 [30] листопада 1872 року в селі Убині.